# 4071 Rostovdon
4071 Rostovdon è un asteroide della fascia principale. Scoperto nel 1981, presenta un'orbita caratterizzata da un semiasse maggiore pari a 3,1914758 UA e da un'eccentricità di 0,1694856, inclinata di 11,02522° rispetto all'eclittica.